# Polybasit
Polybasit är ett mineral som består av silver, svavel och antimon samt något koppar. Ibland är en del av antimonet ersatt med arsenik.

## Förekomst och användning
Polybasit har svart färg och förekommer globalt på olika ställen tillsammans med andra silvermalmer. Silverhalten varierar mellan 64 och 72 %, medan kopparhalten är 3 – 10 %.
Mineralet utvinns som silvermalm på många håll i världen.